# Gafuri járás
A Gafuri járás (oroszul Гафурийский район, baskír nyelven Ғафури районы) Oroszország egyik járása a Baskír Köztársaságban, székhelye Krasznouszolszkij falu. Eredetileg székhelyéről nevezték el, mai nevét 1940-ben kapta a járás területén született, akkor 60 éves baskír nemzeti költő, Mazsit Gafuri tiszteletére.

## Népesség
- 1970-ben 54 848 lakosa volt, melyből 20 322 baskír (37%), 13 042 tatár (23,8%).
- 1989-ben 35 695 lakosa volt, melyből 14 816 baskír (41,8%), 8 448 tatár (23,7%).
- 2002-ben 36 761 lakosa volt, melyből 18 325 baskír (49,85%), 8 293 orosz (22,56%), 6 474 tatár (17,61%), 3 013 csuvas, 220 ukrán.
- 2010-ben 33 869 lakosa volt, melyből 15 474 baskír (46%), 7 650 orosz (22,8%), 7 281 tatár (21,7%), 2 621 csuvas, 166 ukrán, 25 mordvin, 19 mari, 18 fehérorosz, 8 udmurt.

| Lakosok száma | 36 778 | 36 761 | 35 669 | 33 869 | 33 503 | 33 092 | 32 544 | 31 631 | 31 364 | 30 781 |
|               | 1989   | 2002   | 2008   | 2010   | 2012   | 2013   | 2014   | 2016   | 2017   | 2021   |